# Меркурий Сити Тауър
„Меркурий Сити Тауър“ (на руски: Меркурий Сити Тауэр) е 75-етажен небостъргач в Москва, столицата на Русия.
Намира се в Московския международен делови център. Строителството започва през 2009 година. Грубият строеж е завършен на 1 ноември 2012 година при височина 339 m, строителството приключва окончателно през 2013 г.
При завършването му небостъргачът измества лондонския „Шард“ като най-високата сграда в Европа. Той самият е изместен като първенец на континента по височина от московския Комплекс „Федерация“, завършен през 2015 г.

## Галерия
- Начало на строежа (най-вдясно), 28 март 2010
- Край на строежа (най-вляво), 12 април 2013
- Нощем, 25 февруари 2013